# Chelonus pellucens
Chelonus pellucens är en stekelart som först beskrevs av Christian Gottfried Daniel Nees von Esenbeck 1816.  Chelonus pellucens ingår i släktet Chelonus och familjen bracksteklar. Utöver nominatformen finns också underarten C. p. austriacus.